# 아돌프 니엘

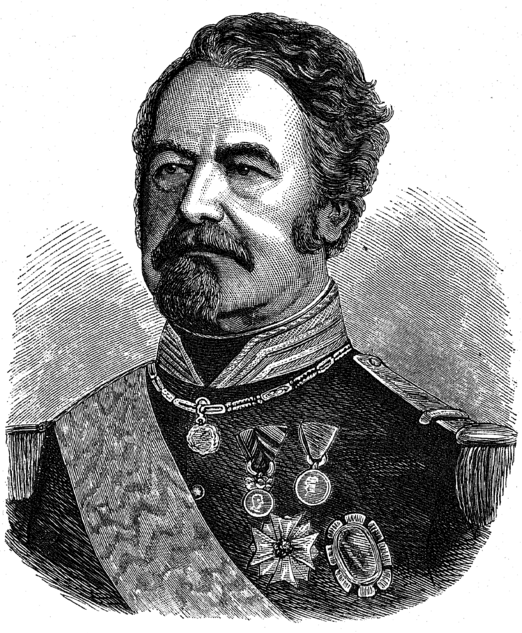
아돌프 니엘

아돌프 니엘(프랑스어: Adolphe Niel, 1802년 10월 4일 ~ 1869년 8월 13일)은 프랑스의 군인이다.